# Ismo Kallio

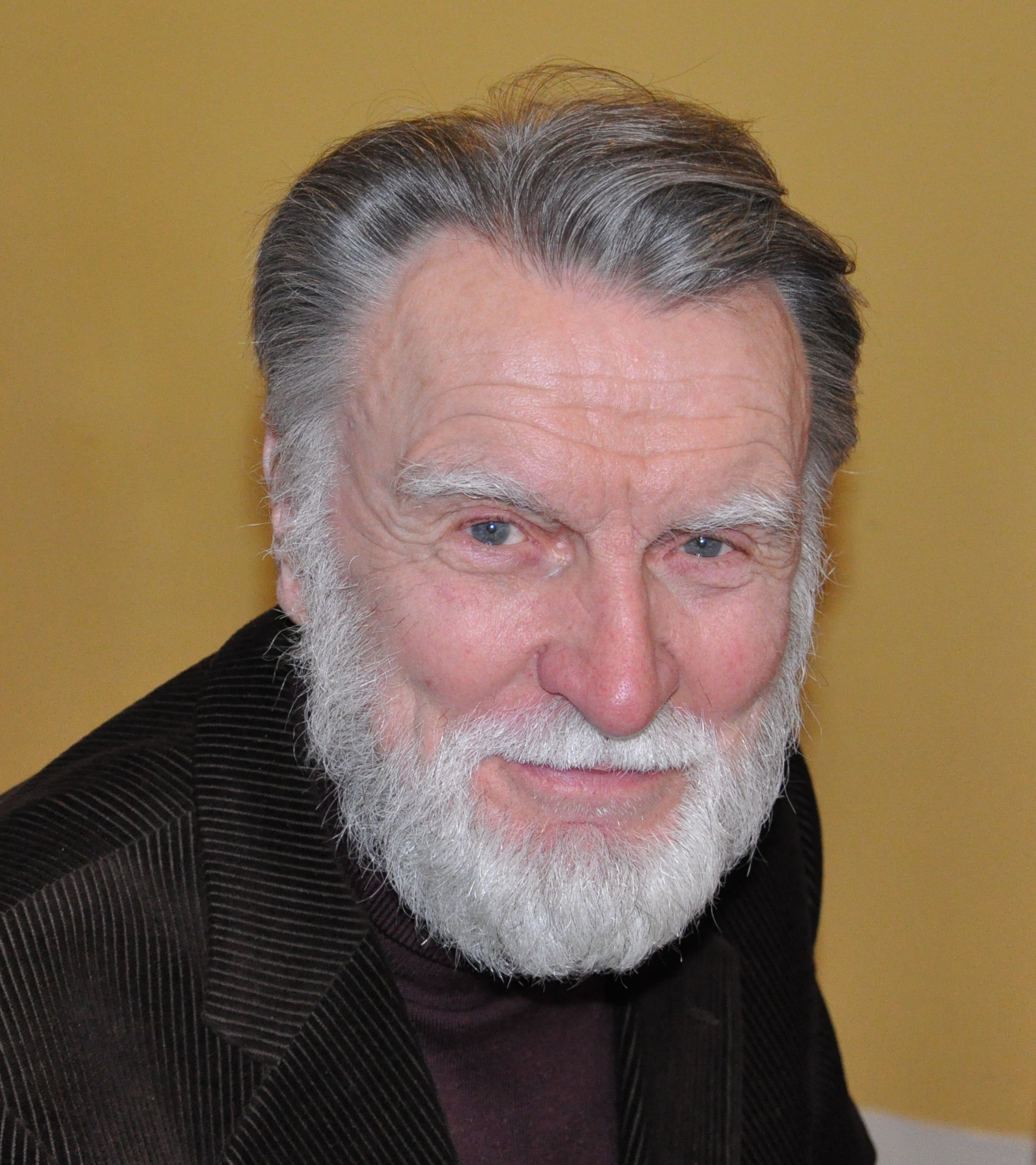
Ismo Kallio en 2010

Ismo Kallio (16 de diciembre de 1935 – 2 de febrero de 2019) fue un actor finlandés.

## Biografía
Su nombre completo era Ismo Olavi Kallio, y nació en Turku, Finlandia, siendo su abuelo el también actor Hemmo Kallio (1863–1940). Inició su carrera artística a los diez años de edad actuando en el Teatro Infantil (lapsiteatteri) de Turku en 1946. Entre 1954 y 1957 se formó en la que actualmente es la Academia de Teatro de la Universidad de las Artes de Helsinki, pasando tras su graduación a trabajar al Kaupunginteatteri de Turku, donde permaneció cuatro años. En 1961 empezó a actuar en el Kansanteatteri de Helsinki, que se fusionó cuatro años después con el Kaupunginteatteri. Siguió en la institución hasta 1979.
Kallio actuó por vez primera en el Teatro Nacional de Finlandia en 1955, siendo adjunto de dicho teatro entre 1979 y 2004. Hizo una última actuación en el Teatro Nacional en 2013 con la obra de Antón Chéjov El jardín de los cerezos.
Kallio fue intérprete de papeles trágicos y cómicos. Entre sus papeles, generó admiración el de Próspero en la obra de William Shakespeare La tempestad. A lo largo de su carrera teatral, pudo trabajar con actrices como Ansa Ikonen, Tea Ista y Tiina Rinne.
Además de su trabajo en el teatro, Kallio actuó en varias películas, debutando en la cinta de Aarne Tarkas Olemme kaikki syyllisiä (1954). Su primer gran papel cinematográfico fue el de Olavi Susikoski en la producción dirigida por Yrjö Norta Kolmas laukaus (1959), basada en una novela de Mauri Sariola. En su trayectoria pudo actuar bajo la dirección de Risto Jarva, Edvin Laine y Matti Kassila. En la película de Renny Harlin Jäätävä polte (1986), Kallio fue el comandante de prisión Anatoli Zarkov. En 2015 actuó en la película infantil de Timo Koivusalo Risto Räppääjä ja Sevillan saituri.
Kallio fue también actor televisivo, trabajando en varias producciones de Teatterituokio a partir de 1963. Entre otras producciones, actuó en Vasikantanssi (2003–2004) y Salatut elämät, serie en la cual fue Erik Ekholm desde 2000 a 2001 en un total de 42 episodios. Otra de sus facetas como actor fue el doblaje, dando voz a tres cintas de la serie Kung Fu Panda entre 2008 y 2016. 
A principios de los años 1960, Kallio grabó algunos discos con canciones como ”Arabi Ahab”, ”Seiska”, ”Kesälesken blues” y ”Jäkäti jäk”. Entre otras producciones, en 2011 lanzó el EP Hiihtäjän hyräily, en el que interpretaba temas de Kaj Chydenius. Dentro de su actividad musical, Kallio rodó dos videos musicales, uno para el grupo The Jade con el tema ”It’s a Sin” en 2009, y otro para Nightwish con la canción ”Élan” en 2015.
Un año después de su retiro en 2004 del Teatro Nacional, Kallio publicó sus memorias, Kaikkea alaan kuuluvaa, que fueron editadas por Solja Kievari.
Por su trayectoria artística, en el año 1983 recibió el Premio Ida Aalberg, y en 1999 la Medalla Pro Finlandia.
Ismo Kallio estuvo casado con Leena Valo, con la cual tuvo dos hijos. Falleció en Helsinki en 2019, a los 83 años de edad a causa de una larga enfermedad. Fue enterrado en el Cementerio de Turku.

## Filmografía (selección)
- 1954 : Olemme kaikki syyllisiä
- 1957 : Musta rakkaus
- 1957 : Nummisuutarit
- 1959 : Kolmas laukaus
- 1960 : Kankkulan kaivolla
- 1960 : Iloinen Linnanmäki
- 1961 : Autotie länteen
- 1962 : ”Ei se mitään!” sanoi Eemeli
- 1962 : Hän varasti elämän
- 1962 : Tie pimeään
- 1962 : Yö vai päivä
- 1963 : Turkasen tenava!
- 1964 : Juokse kuin varas
- 1966 : Johan nyt on markkinat!
- 1969 : Kustaa Vaasa
- 1969 : Punatukka
- 1970 : Akseli ja Elina
- 1973 : Pohjantähti
- 1976 : Luottamus
- 1978 : Runoilija ja muusa
- 1984 : Niskavuori
- 1984 : Uuno Turhapuro armeijan leivissä
- 1985 : Jäätävä polte
- 1986 : Akallinen mies
- 1989–1990 : Rivitaloelämää (serie TV)
- 1990 : Kiljusen herrasväen uudet seikkailut
- 1991 : Pakanamaan kartta (miniserie TV)
- 1992 : Uuno Turhapuro – Suomen tasavallan herra presidentti
- 1992 : Vääpeli Körmy ja etelän hetelmät
- 1993–1994 : Puhtaat valkeat lakanat (serie TV)
- 1996 : Isältä pojalle
- 1997 : Peilikirkas päivä
- 1998 : Johtaja Uuno Turhapuro – pisnismies
- 2000 : Tuntematon kaupunki  (serie TV)
- 2000–2001 : Salatut elämät (serie TV)
- 2003–2004 : Vasikantanssi (serie TV)
- 2004 : Pelikaanimies
- 2005 : Pappa
- 2008 : Blackout
- 2008 : Sauna
- 2009 : Ihmebantu (serie TV)
- 2010 : Paha perhe
- 2011 : Vares – Huhtikuun tytöt
- 2013 : Tumman veden päällä
- 2015 : Risto Räppääjä ja Sevillan saituri
- 2015 : Roba (serie TV)

## Actor de voz
- 2008 : Kung Fu Panda
- 2009 : Up
- 2011 : Kung Fu Panda 2
- 2016 : Kung Fu Panda 3

## Discografía

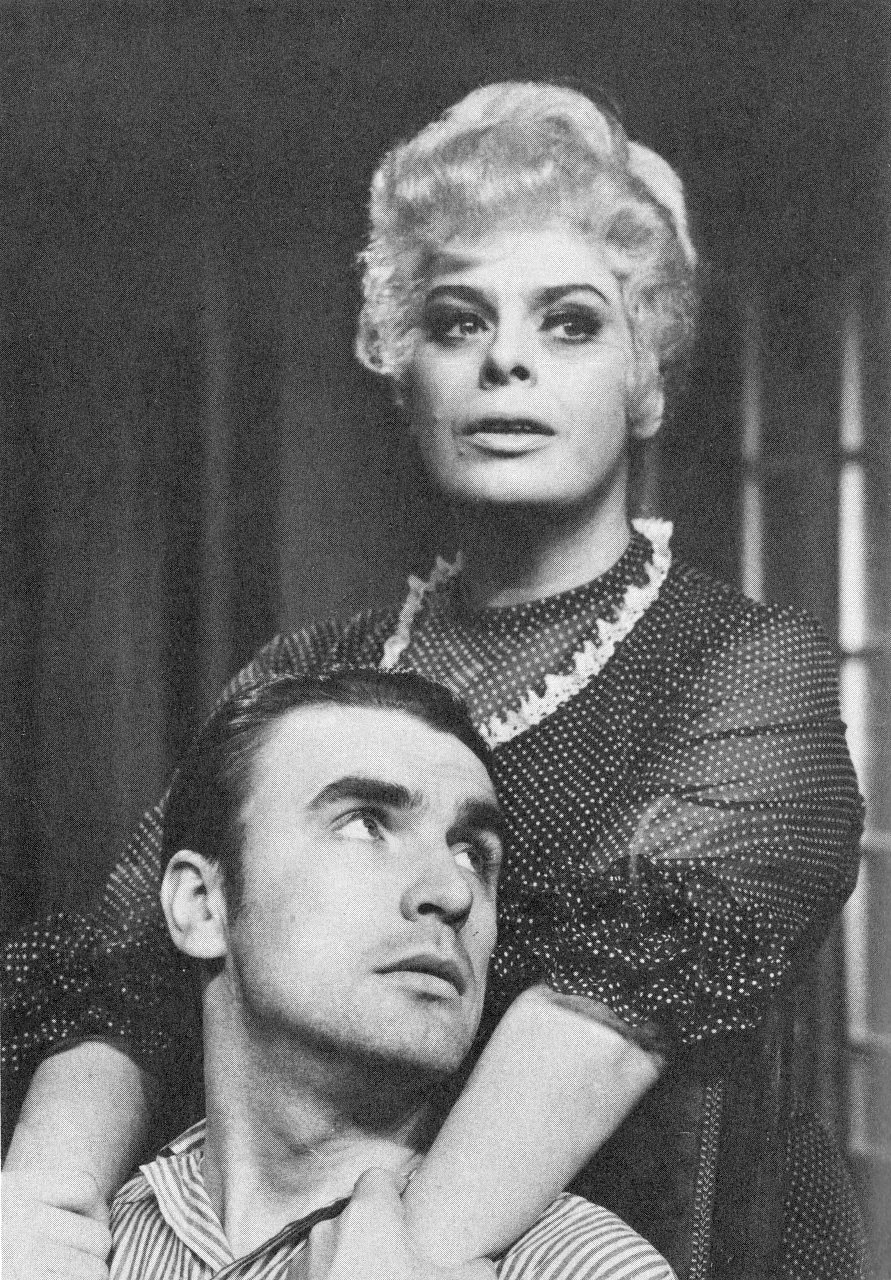
Kirsti Ortola y Ismo Kallio en la obra Largo viaje hacia la noche (1965)

### Singles y EP
- 1962 : Arabi Ahab/Vilma
- 1963 : Alpo ja Liisi/Kesälesken blues
- 1963 : Jäkäti jäk/Mimmi lukee dekkaria sängyssään
- 1963 : Kivikova kohtalo/Reikäraudasta reiän saa
- 1964 : Nainen – mies
- 1965 : Urdjan ukko/Seiska
- 2010 : Hiihtäjän hyräily

### Colaboraciones
- 1962 : Ylen oma tallenne
- 1962 : Yö Vai Päivä – Day Or Night
- 1962 : Pieni ankanpoikainen
- 1963 : Alpo ja Liisi
- 2012 : Meksikon pikajuna
- 2015 :  ”Élan” (vídeo musical del grupo Nightwish)[8][9]

### Incluido en colecciones
- 1963 : Superhittiparaatti 1963
- 1968 : Suomalaista huumoria
- 1973 : Suomalaista huumoria - valikoima suomal. humoristisia levytyksiä vuosilta 1938–1968
- 1987 : Superhittiparaatti 1962–1963
- 1989 : Iskelmäkaruselli - hittikokoelma 1950-luku & 1960-luku
- 1995 : Suuret suomalaiset hupilaulut
- 1995 : Kultainen 60-luku 2 – 20 listahittiä vuosilta 1962–1963
- 1997 : Musiikkia näytelmästä Kolmen pennin ooppera
- 1998 : Huumorimiehiä – 20 suosikkia
- 1999 : Muistojen 60-luku
- 1999 : Toiveiskelmiä 3 – 20 suosikkia
- 1999 : Kaj Chydenius: Kaj Chydeniuksen sävellyksiä vuosilta 1969–1999
- 2011 : Tule aurinko kaunis